# Vliegtuigbotsing bij Charkhi Dadri

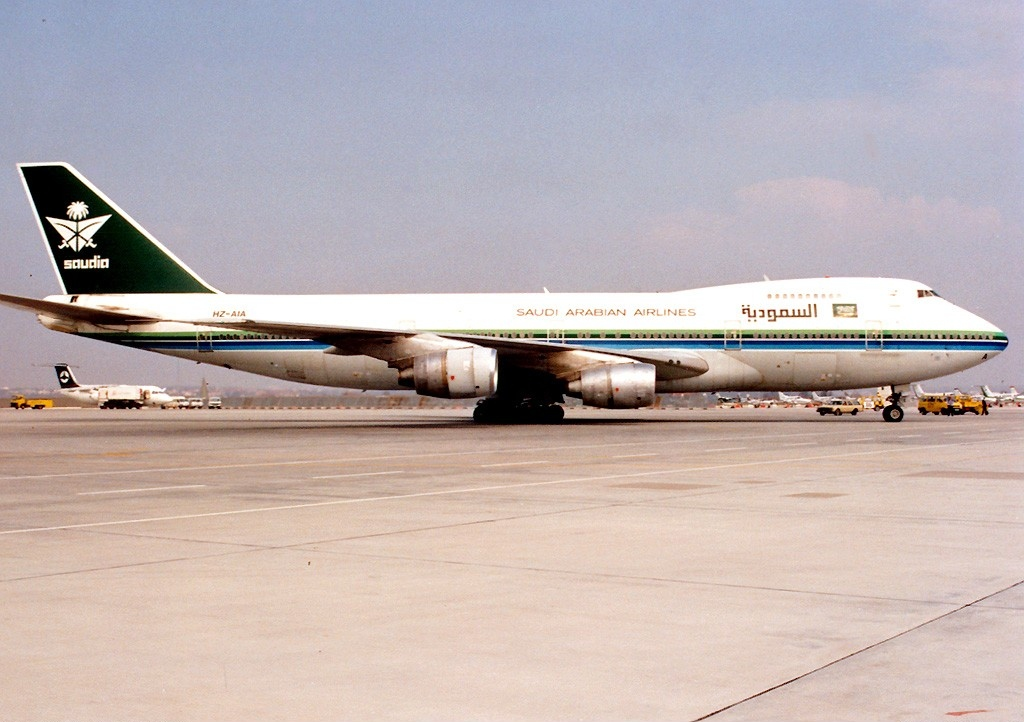
Boeing 747-168B, Saudi Arabian Airlines, een op het verongelukte toestel gelijkende 747

De vliegtuigbotsing bij Charkhi Dadri vond plaats op 12 november 1996, toen Saudi Arabian Airlines-vlucht 763 (SV 763), een Boeing 747-168B op weg van New Delhi naar Dhahraan, in botsing kwam met Kazakhstan Airlines-vlucht 1907 (9Y 1907), een Iljoesjin Il-76 op weg van Şımkent naar New Delhi. De botsing vond plaats boven het dorpje Charkhi Dadri, Haryana, India. Alle inzittenden van beide vliegtuigen kwamen om het leven, waarmee het totale aantal doden op 349 kwam.

## Geschiedenis en oorzaak
Vlucht SV 763 (de Boeing 747) vertrok van Indira Gandhi International Airport om 18.32 uur lokale tijd. Vlucht 9Y 1907 (de Iljoesjin 76) had op dat moment reeds de daling ingezet om op datzelfde vliegveld te landen. De bemanning van vlucht 763 bestond uit gezagvoerder Khalid Al Shoujaili, co-piloot Nazir Khan en boordwerktuigkundige Evris. De bemanning van vlucht 9Y 1907 bestond uit gezagvoerder Gennadi Cherepanov, co-piloot Dzhangirov, boordwerktuigkundige Petrik, navigator Aripbaev en radio-operator Egor Repp. 
Vlucht 9Y 1907 kreeg toestemming te dalen naar een hoogte van 4.570 m (15.000 voet), terwijl vlucht SV 763, die op dezelfde luchtweg vloog als de Iljoesjin, toestemming kreeg om te stijgen naar 4.270 m (14.000 voet). Ongeveer acht minuten later, rond 18.40 uur, meldde de crew van vlucht 9Y 1907 de luchtverkeersleiding dat ze op 15.000 voet zaten.
Toen de luchtverkeersleiding even later vlucht 9Y 1907 opnieuw opriep, kwam er geen antwoord. Beide vliegtuigen waren frontaal op elkaar gebotst en uit elkaar gevallen. Vlucht SV 763 desintegreerde vrijwel direct. Reddingswerkers vonden slechts vier overlevenden, die allemaal zwaargewond waren en niet veel later alsnog stierven aan hun verwondingen.
Timothy J. Place, een piloot van de United States Air Force die op het moment van de ramp naar New Delhi vloog, was de enige ooggetuige van de ramp.

## Onderzoek
De ramp werd onderzocht door de Lahoti Commission geleid door Ramesh Chandra Lahoti, een rechter van de Hoge raad van Delhi. De flightdatarecorders van beide toestellen werden teruggevonden en geanalyseerd door onderzoeksteams in Moskou en Londen.
De commissie stelde dat het ongeluk de schuld was van de bemanning van het vliegtuig van Kazakhstan Airlines. Volgens de flightdatarecorder vloog de Iljoesjin 76 niet op 15.000 voet hoogte, maar op 14.000, gelijk aan de hoogte van de Boeing 747. Het rapport weet het feit dat deze fout niet tijdig werd ontdekt aan het gebrekkige Engels van de piloten van de Iljoesjin. Daarnaast vermoedden onderzoekers dat door het gebrekkige Engels co-piloot Dzhangirov dacht dat het toestel naar 14.000 voet mocht dalen. Deze fout werd op een paar seconden voor de botsing ontdekt door radio-operator Egor Repp. Gezagvoerder Cherepanov reageerde hierop door te bevelen dat de gashendels volledig opengezet moesten worden, wat resulteerde in een versnelling, met als doel zo snel mogelijk stijgen naar 15.000 voet. Echter, de Iljoesjin 76 zou veilig onder de Boeing 747 doorgevlogen zijn als Cherepanov niet het commando had gegeven om te versnellen.
Volgens officials van Kazakhstan Airlines waren de piloten afgeleid door turbulentie in een stapelwolk. Tevens klom het vliegtuig een paar seconden voor de botsing weer naar 15.000 voet. De raad van de ATC verwierp de turbulentietheorie, maar gaf wel toe dat de botsing plaatsvond in een wolk. Dit werd bevestigd door Timothy J. Place.
Indira Gandhi International Airport had geen tweede radar die de exacte hoogte van vliegtuigen kan nagaan. In plaats daarvan had het vliegveld een verouderde primaire radar. Het ongeluk maakte dat er grote wijzigingen werden doorgevoerd op het vliegveld. Ook besloot de overheid dat alle vliegtuigen die in Indisch luchtruim vliegen voorzien moeten zijn van een ACAS (Airborne Collision Avoidance System).